# Jill & Lauren
Jill & Lauren was een Belgisch muzikaal duo, bestaande uit Lauren De Ruyck (Gent, 10 augustus 1995) en Jill Van Vooren (Gent, 26 april 1995), dat België vertegenwoordigde op het Junior Eurovisiesongfestival 2010, in de Wit-Russische hoofdstad Minsk. Het duo werd zevende, en eerste van de West-Europese landen met het nummer Get up!, geschreven door Peter Gillis en Miguel Wiels, singer-songwriters voor K3.
Van Vooren en De Ruyck leerden in 2009 elkaar kennen via het in 2010 uitgezonden programma Ketnetpop 3. In mei 2010 schreven ze zich in voor Junior Eurosong 2010, de Belgische voorronde voor het Junior Eurovisiesongfestival. Het duo won de halve finale van Emile met 4-1, en won uiteindelijk de nationale finale op vrijdag 1 oktober 2010. Hierdoor mochten Van Vooren en De Ruyck België vertegenwoordigen op het Junior Eurovisiesongfestival. In 2012 zijn Van Vooren en De Ruyck ieder verdergegaan met een solocarrière.
2003: X!NK · 
2004: Free Spirits · 
2005: Lindsay · 
2006: Thor! · 
2007: Trust · 
2008: Oliver · 
2009: Laura · 
2010: Jill & Lauren · 
2011: Femke · 
2012: Fabian